# Dedë Dekaj
Dedë Dekaj (geb. 20. Februar 1970) ist ein ehemaliger albanischer Gewichtheber.

## Sport
Dekaj stammt aus Nordalbanien und trainierte in Shkodra bei Vllaznia Shkodra.
Dekaj nahm zweimal an den Europameisterschaften im Gewichtheben teil, 1990 in Aalborg und 1991 in Władysławowo. Seinen ersten Erfolg erzielte er bei den Mittelmeerspielen 1991 in Athen, wo er die Silbermedaille in der Gewichtsklasse Superschwergewicht errang.
Bei den Olympischen Spielen 1992 in Barcelona kam er mit 380 kg auf den 9. Platz.